# Supunna funerea
Supunna funerea là một loài nhện trong họ Corinnidae.
Loài này thuộc chi Supunna. Supunna funerea được Eugène Simon miêu tả năm 1896.